# 羅拯
羅拯（1016年—1080年），字道濟，祥符（今河南開封）人。
進士出身，任榮州知縣，歷官江西轉運判官、提點福建刑獄，遷轉運使。神宗熙寧三年（1070年）爲江淮發運使，六年爲左司郎中，加天章閣待制，九年知永興軍。元豐元年（1078年）知青州，二年知潁州，三年知秦州，卒，年六十五。

## 延伸阅读
[在维基数据编辑]
 《宋史·卷331》，出自脱脱《宋史》